# Покладе
Покладе су народни празник Словена. Његови корени су пагански и везани за обележавање култа Сунца и доласка пролећа. Данас се покладе углавном везују за почетак хришћанског обележавања великог поста уочи Ускрса.
Покладе се обично сматрају за време необузданог уживања у храни, пићу и прославама под маскама, познатим као карневал.
Покладе су задњи дан пред почетак сваког од четири велика поста.
Прославе поклада су посебно значајне за народе католичке традиције: Италијане, Хрвате, Французе, Немце, Шпанце, Латиноамериканце и друге. Славе се и међу православцима, нарочито у Грчкој и Русији. Директно или индиректно, прославе у време поклада су постале обичај и у протестантским земљама.
Покладни уторак је у Француској и земљама где се задржао француски утицај познат као „Масни уторак” (Mardi Gras). У англосаксонским земљама овај дан се зове „Дан палачинки” (Pancake day), вероватно зато што су се тада сва преостала јаја трошила на палачинке уочи почетка поста. У Хрватској, покладе се називају и „месопуст”. Покладе се у Русији обележавају празником Масленица. Већина покладних традиција укључује церемонијално спаљивање лутке од сламе која може имати различита симболична значења.

## Покладе као обичај и празник у српском народу
Код Срба покладе се обележавају пред почетак божићњег поста, као и уочи ускршњег, великогоспојинског поста и петровског поста („беле покладе”).

### Божићне покладе
Божићне покладе су црквени и народни празник уочи почетка божићњег поста. Празнује се на дан Светог апостола Филипа 27/14. новембра.

### Петровске покладе
Оне се обележавају пред петровски пост, на дан Свих светих.

### Ускршње покладе
Последња недеља пред велики пост се зове „бела недеља”, а последњи дан ове недеље „беле” или „сирене” покладе. Зову се још и велике покладе, завршне покладе. Познате су и као проштене покладе – проћке.
Некада се ова недеља у српским селима око Смедерева обележавала проласком маскираних поворки које су певале, док би их сељани некад даривали месом, сланином, колачима, али најчешће јајима. Учесници поворке би најчешће представљали веселе сватове који певају уз смех и шалу. То би по правилу били сеоски младићи, а ређе и девојке. Слични обичаји постоје међу Србима у Поповом пољу у Херцеговини и у Војводини. Тамо села обилазе поворке „мечкара”, што су по лицима нагарављени мушкарци одевени у стара и поцепана одела.
Покладе су дан за праштање и весеље. Сматрало се да у период великог поста треба ући без греха. У домаћинствима се традиционално припрема богата мрсна гозба, нарочито бели мрс по коме је овај празник добио име.
Народна веровања су повезивала период поклада са повећаном опасношћу од злих сила и вештица, од којих се народ штитио на симболичне начине, рецимо белим луком или паљењем обредних ватри („олалија”). У Хомољу, код влашког становништва, постојао је обичај прескакања ових ватри и играња око њих. На Косову су неке покладне поворке симболизовале свате Краљевића Марка.
На беле покладе је постојао обичај да се гата, нарочито помоћу јаја.

### Госпојинске покладе
Госпојинске покладе су 13. августа пред почетак великогоспојинског поста. Великогоспојински пост је један од четири велика поста, који почиње 14. августа, на дан Светих мученика Макавеја, а претходи великом хришћанско празнику Великој Госпојини. Недеља пред пост зове се „бела недеља”.